# A magyar labdarúgó-bajnokság aranyérmes játékosainak listája: L
Az alábbi lista a magyar labdarúgó-bajnokság bajnokcsapatainak játékosait sorolja fel, L kezdőbetűvel, bajnoki cím száma, egyesületek és idények szerint.

## L
| Játékos            | Bajnoki cím | Csapat(ok)                        | Idény(ek)                                   |
| ------------------ | ----------- | --------------------------------- | ------------------------------------------- |
| Laborcz Lajos      | 3           | Újpest                            | 1945-tavasz, 1945–46, 1946–47               |
| Laczkó Zsolt       | 1           | Debreceni VSC                     | 2009–10                                     |
| Ladóczki István    | 1           | MTK                               | 2007–08                                     |
| Lakat Károly       | 1           | Ferencváros                       | 1948–49                                     |
| Lakos Pál          | 1           | Ferencváros                       | 2000–01                                     |
| Mladen Lambulić    | 1           | MTK                               | 2007–08                                     |
| Lanczi Antal       | 1           | Bp. Honvéd                        | 1954                                        |
| Láng Károly        | 1           | MTK                               | 1953                                        |
| Lantos Mihály      | 3           | MTK                               | 1951, 1953, 1957–58                         |
| László András      | 1           | Debreceni VSC                     | 2004–05                                     |
| László Győző       | 1           | MTK                               | 1922–23                                     |
| László István      | 1           | Bp. Honvéd                        | 1985–86                                     |
| Lázár Barna        | 2           | Vasas SC                          | 1965, 1966                                  |
| Lázár Gyula        | 5           | Ferencváros                       | 1931–32, 1933–34, 1937–38, 1939–40, 1940–41 |
| Lázár Pál          | 1           | Videoton                          | 2010–11                                     |
| Leandro de Almeida | 4           | 1 – Ferencváros 3 – Debreceni VSC | 2003–04 2006–07, 2008–09, 2009–10           |
| Lencse László      | 2           | 1 – MTK 1 – Videoton              | 2007–08 2010–11                             |
| Lengyel Ferenc     | 1           | Dunaújváros                       | 1999–00                                     |
| Lenkei Sándor      | 2           | Vasas SC                          | 1957-tavasz, 1960–61                        |
| Leonardo Ferreira  | 1           | Debreceni VSC                     | 2004–05                                     |
| Ligeti Jenő        | 2           | Újpest                            | 1930–31, 1932–33                            |
| Linka Gábor        | 1           | Bp. Honvéd                        | 1987–88                                     |
| Lipcsei Péter      | 4           | Ferencváros                       | 1991–92, 1994–95, 2000–01, 2003–04          |
| Lipovetz Géza      | 1           | MTK                               | 1904                                        |
| Lipovszky József   | 1           | Újpesti Dózsa                     | 1973–74                                     |
| Lippai Sándor      | 1           | Bp. Honvéd                        | 1987–88                                     |
| Lipták Zoltán      | 1           | Videoton                          | 2010–11                                     |
| Lissauer Lipót     | 2           | Ferencváros                       | 1903, 1905                                  |
| Lisztes Krisztián  | 2           | Ferencváros                       | 1994–95, 1995–96                            |
| Nicolea Lita       | 1           | MTK                               | 2002–03                                     |
| Darko Ljubojević   | 1           | Zalaegerszeg                      | 2001–02                                     |
| Lóránt Gyula       | 4           | 1 – Nagyváradi AC 3 – Bp. Honvéd  | 1943–44 1952, 1954, 1955                    |
| Lőrincz Emil       | 3           | MTK                               | 1986–87, 1996–97, 1998–99                   |
| Lucius Károly      | 2           | Budapesti TC                      | 1901, 1902                                  |
| Lukács István      | 1           | Újpest                            | 1930–31                                     |
| Lukács Sándor      | 1           | Bp. Honvéd                        | 1979–80                                     |
| Lung Ferenc        | 1           | Újpesti Dózsa                     | 1959–60                                     |
| Lyka Antal         | 3           | Ferencváros                       | 1926–27, 1931–32, 1933–34                   |